# إدوارد كونز
إدوارد كونز هو عازف بيانو روسي، ولد في 30 أكتوبر 1980 في أومسك في روسيا.